# Pirapó
Pirapó là một đô thị thuộc bang Rio Grande do Sul, Brasil. Đô thị này có diện tích 291,741 km², dân số năm 2007 là 2988 người, mật độ 10,24 người/km².